# スワンプ・ポップ
スワンプ・ポップ（Swamp pop）は、アメリカ合衆国ルイジアナ州南部発祥のポピュラー音楽の一種である。

## 概要
ロックンロールをベースに、ニューオーリンズR&B、ケイジャン、ザディコといったルイジアナ固有の音楽要素を混ぜ込んだ形で1950年代に登場した。1950年代から1960年代にかけて、ジョニー・アランやボビー・チャールズ、トミー・マクレイン、ロッド・バーナード、ジョー・バリー、ウォーレン・ストームなどのスターが誕生し、ルイジアナを始めテキサス州東部でも盛り上がりを見せた。
1955年、ボビー・チャールズがチェス・レコードより「シー・ユー・レイター・アリゲーター」でレコード・デビュー。
続いてフロイド・スワローのジン・レコードからは、1950年代の後半から60年代初頭にかけて、ロッド・バーナードの「This Should Go On Forever」、ジョニー・アランの「Lonely Days, Lonely Nights」、ジョー・バリーの「I'm A Fool To Care」などスワンプ・ポップの名曲として知られることとなる楽曲がリリースとなり、シーンは盛り上がりを見せる。
一方、ヒューイ・P・モーのプロデュースにより、ジャイヴィン・ジーンが1959年、「Breaking Up Is Hard To Do」をリリース。モーはその後フレディ・フェンダー、バーバラ・リン、サー・ダグラス・クインテットなど多くの楽曲をプロデュースし、自身のレーベルからのリリースを含め、世に送り出している。
ケイジャン系の白人アーティストが多い中、アフロ・アメリカンのアーティストもおり、代表的存在としてはフィル・フィリップス（「シー・オヴ・ラヴ」）や、クッキー・アンド・ザ・カップケイクス（「マチルダ」）などがいる。
最盛期にはまだ「スワンプ・ポップ」という用語は生まれておらず、初めてその名前が登場したのは1970年代に入ってからで、英国の音楽ライター、ビル・ミラーがルイジアナのロックンロールをそう呼び出したのが始まりである。ルイジアナ州をはじめミシシッピ川下流部は湿地（スワンプ）が多いことで知られ、スワンプ・ブルースなどの発祥地としても知られる。

## 音楽的特徴
スワンプ・ポップの特徴的な要素としては、感情溢れるヴォーカル、シンプルかつ素朴な歌詞、三連符のホンキートンク・ピアノ、重厚なホーン・セクション、リズム・アンド・ブルース色の強力なバックビートなどが挙げられる。アップテンポの楽曲はしばしばケイジャンや黒人のクレオール・ミュージックのトゥー・ステップのような跳ねるリズムを持ち、その歌詞は、南ルイジアナの地域色や楽しい雰囲気を伝える内容が頻繁に登場する。バラードの場合は、感傷的な失恋の歌など、メランコリックなものが多い。

## 主な作品

### シングル
- Johnnie Allan, 「Lonely Days, Lonely Nights」 (Jin Records, 1958年)
- Cookie & The Cupcakes, 「Mathilda」 (Judd Records, 1958年)
- Phil Phillips, 「Sea of Love」,[8](Khoury/Mercury, 1959年)
- Slim Harpo, 「Raining in My Heart」, (Excello Records, 1961年)
- Dale & Grace 「I'm Leaving It Up to You」 (Montel Records, 1963年)[9]
- Rod Bernard, 「This Should Go On Forever」 (Jin Records, 1958年)
- Joe Barry 「I'm A Fool To Care」 (Jin Records, 1960年)

### アルバム
- Slim Harpo, Raining in My Heart, (Excello Records, 1961年)
- Johnnie Allan, Promised Land, (Ace 380, 1992年-UK)
- Johnnie Allan, Swamp Pop Legend: Johnnie Allan – The Essential Collection, (Jin 9044, 1995年)
- Rod Bernard, Swamp Pop Legend: Rod Bernard (Jin Records)